# 國民之黨 (2020年)
國民之黨（：／ Gungminuidang）是一個已不存在的大韓民國中間主義政黨，由安哲秀於2020年2月23日成立。在2022年大韓民國總統選舉後併入國民力量。

## 党史

### 创党
以中道政治家自居的安哲秀于2016年建立了中间派政党国民之党，在郑东泳、千正培、朴智元等湖南派支持下，于2016年韩国国会选举中取得38席成为第三大党。但在2017年韩国总统选举中，代表国民之党出战的安哲秀表现不佳，得票率仅列第三而败选；而后國民之黨又被揭露捏造竞争对手文在寅的兒子「特權就業」，支持度一落千丈，面臨滅黨危機。為迎接明年地方选举，安哲秀開始推動旧国民之党与保守政党正党合併，组建正未来党；而湖南派要員紛紛表示反對，脫離國民之黨並另創民主和平黨。在此次地方选举中，正未来党遭受惨敗，參選首爾市長的安哲秀也落居第三，安哲秀在选后一度宣布退出政坛。
2020年1月，安哲秀宣布重返政坛。在与正未来党党首孙鹤圭协商进入应急状态和自任应急委员会委员长取代党首的重建方案未果后，宣布退出正未来党。
2020年2月，安哲秀宣布建立新政党，原名安哲秀新党、国民党，但被中选会双双否决 ，故重新命名为國民之黨。

## 歷代指導部

### 第1代指導部
- 代表：安哲秀
- 最高委員：김경환、權垠希（朝鲜语：권은희 (1974년)）、李泰珪（朝鲜语：이태규 (1964년)）
- 事務總長：李泰珪
- 青年最高委員：구혁모

## 主要選舉記錄

### 總統大選
| 年度 | 選舉   | 候選人 | 得票 | 得票率 |   | 結果 |
| ---- | ------ | ------ | ---- | ------ | - | ---- |
| 2022 | 第20屆 | 安哲秀 | —    | —      | — | 退選 |

### 國會選舉
| 年度 | 選舉   | 贏得席位 | 區域得票數 | 區域得票率 | 區域席位 | 比例得票數 | 比例得票率 | 比例席位 | 選舉結果      | 領袖   |
| ---- | ------ | -------- | ---------- | ---------- | -------- | ---------- | ---------- | -------- | ------------- | ------ |
| 2020 | 第21屆 | 3 / 300  | 未參選     | 未參選     | 未參選   | 1,896,719  | 6.79%      | 3 / 47   | ▲ 2；第六大黨 | 安哲秀 |